# ورد هنري
ورد هنري (الاسم العلمي:Rosa henryi) هو نوع من النباتات يتبع جنس الورد من الفصيلة الوردية. موطنه الصين هذا النوع عبارة عن شجيرة متسلقة طولها 3-8 م ولها فروع طويلة.